# قایق گشتی کلاس-آر
قایق گشتی کلاس-آر (به انگلیسی: R-class patrol boat) یک کلاس از کشتی است که طول آن 51, 52: 31.1 m می‌باشد.